# Гегешидзе, Владимир
Влади́мир Гегеши́дзе (груз. ვლადიმერ გეგეშიძე, род. 10 февраля 1985) — грузинский борец греко-римского стиля, призёр чемпионатов Европы.

## Биография
Родился в 1985 году в Тбилиси в семье борца Тамаза Гегешидзе. В 2002 году стал серебряным призёром первенства Европы среди кадетов. В 2003 и 2004 годах выигрывал первенства Европы среди кадетов.
В 2012 году принял участие в Олимпийских играх в Лондоне и занял там 5-е место. В 2013 году стал серебряным призёром чемпионата Европы.